# Villatobas
Villatobas község Spanyolországban, Toledo tartományban. Villatobas La Guardia, Dosbarrios, Ocaña, Noblejas, Villarrubia de Santiago, Santa Cruz de la Zarza és Corral de Almaguer községekkel határos. Lakosainak száma 2858 fő (2024).

## Népesség
A település népessége az utóbbi években az alábbiak szerint változott:
| Lakosok száma | 2261 | 2352 | 2624 | 2707 | 2701 | 2606 | 2407 | 2403 | 2595 | 2858 |
|               | 2001 | 2004 | 2007 | 2009 | 2012 | 2014 | 2017 | 2019 | 2022 | 2024 |